# Намолоаса (Галац)
Намолоаса (рум. Nămoloasa) насеље је у Румунији у округу Галац у општини Намолоаса. Oпштина се налази на надморској висини од 14 m.

## Становништво
Према подацима из 2011. године у насељу је живело 1226 становника.